# Río Unciti
El río Unciti (en euskera: Untziti) es pequeño curso de agua, afluente del río Elorz, y que transcurre por el Valle de Unciti. 
Nace en la vertiente oeste de la Peña Izaga, formado por la confluencia de varios barrancos, cercanos a Alzórriz. Con una longitud de 11 km recorre el valle de Uniciti desde el sudeste al noroeste, hasta las proximidades de Zabalceta, donde cambía su dirección hacia el suroeste.
Una vez que entra en el término municipal de Monreal, pasa al oeste de la balsa de Monreal, de la que puede recibir aguas cuando sea conveniente aportar aguas al río Elorz, donde desemboca aguas abajo de Monreal. La balsa de Monreal, es una de la de regulación del Canal de Navarra; donde ella se dispone de una conducción alternativa que permite alimentar la Estación de Tratamiento de Agua Potable de la Mancomunidad de la Comarca de Pamplona, independientemente del funcionamiento de la presa.